# Ashiko

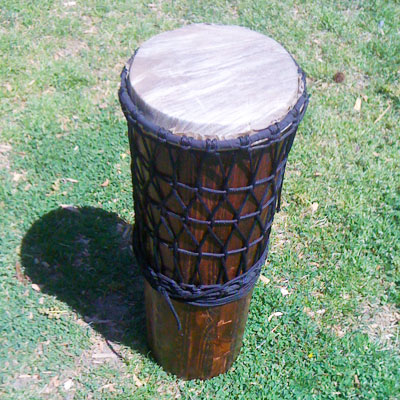
Tamburo ashiko di qualità a doghe di pino, lavorato a mano

L'ashiko è un tamburo, a forma di cilindro affusolato (o cono troncato) con la testa all'estremità larga e l'estremità stretta aperta. È fatto di legno duro e generalmente ha una pelle di capra. Si suona con le mani e accordato con corde. I tamburi Ashiko, o varianti di questi, si trovano tradizionalmente nell'Africa occidentale e in parte nelle Americhe.

## Storia
Le origini del tamburo ashiko si rintracciano nella cultura Yoruba,  soprattutto nella attuale Nigeria e Benin, Africa occidentale. La parola "ashiko" è anche ricondotta a una parola nella lingua Yoruba che significa o "tamburo" o (con differenza tonale) "frazione di tempo" o "libertà". Il tamburo ha una lunga tradizione nella cultura yoruba, dove il tamburo veniva utilizzato nelle celebrazioni comunitarie, così come un “talking drum”. Gli ashiko tradizionali erano/sono intagliati a mano da un singolo bloco di legno e non erano coni diritti.
Forse perché la terra degli Yoruba e le aree circostanti erano fortemente coinvolte nel commercio degli schiavi atlantici, tamburi con forme e caratteristiche simili si trovano storicamente nelle culture e nelle tradizioni afro-caraibiche e afro-latinoamericane. Nello specifico a Cuba, i tamburi "tipo ashiko" possono essere identificati nel tamburo conosciuto come "bocú" nella parte orientale di Cuba, così come uno dei tamburi (un tamburo solista) usato nella società segreta di Abakua. Tamburi simili all'ashiko, compresa la forma a "tronco di cono", si possono trovare anche nella musica afro-colombiana (il Tambor Alegre nella regione caraibica della Colombia), così come nella musica afro-brasiliana, come il Timbau. Quest'ultimo, dalla regione di Bahia, tende ad avere comunque la testa sintetica ed è, a differenza dell'ashiko, accordato con dei pioli.
L'ashiko africano/nigeriano come tale fu divulgato e diffuso per la prima volta in alcuni ambienti negli Stati Uniti negli anni '30, dopo che il batterista nigeriano Moses Mianns era migrato a New York negli anni '30. L'ashiko divenne popolare su una scala molto più ampia negli Stati Uniti e altrove negli anni '50 con la popolarità nel musicista occidentale Yoruba Babatunde Olatunji, la cui compagnia di musica e danza africana viaggiò e suonò, utilizzando l'ashiko e altri tamburi. Da allora l'ashiko è stato compreso maggiormente nei circoli di tamburi locali, anche negli Stati Uniti e altrove nel mondo occidentale, sebbene rimanga nel presente relativamente meno popolare o diffuso rispetto ai tamburi come il djembe, conga o bongos.

## Caratteristiche
Alcuni chiamano l'ashiko la controparte "maschile" del djembe, anche se questo è contraddetto dai riferimenti alla cultura yoruba, relativamente matriarcale. Anche considerlo "tra un djembe e una conga" è visto come sbagliato e irrispettoso per l'ashiko stesso e la sua tradizione, che comprende una tecnica di suono precipua, diversa dal djembe o dalla conga. È un tamburo in sé e non una controparte o un derivato. Vi è, inoltre, una differenza geografica, poiché le origini del djembe sono associate all'Impero del Mali (regione Guinee e Mali) mentre l'ashiko come detto sopra, con il popolo Yoruba.
Somiglianze sonore superficiali con il djembe fanno capo alla testa di pelle di capra che ha in comune con esso, ma la forma cilindrica più lunga del tamburo ashiko rende il tono basso "più profondo" di quello del djembe che è a forma di ciotola, mentre in generale per i suoni, la maggior parte parla di tre toni diversi dell'ashiko, sono diversi (un po' più morbidi) rispetto al djembe. Alcuni percussionisti sostengono che l'ashiko conosce più "toni medi" rispetto al djembe.
I moderni tamburi ashiko prodotti in Occidente sono spesso costituiti da doghe verticali. Come altri tamburi possono essere acquistati con i diametri standard 20, 25 o 30 centimetri delle pelli. Vengono oggi anche prodotti Ashiko accordati con alette e chiodi di metallo. Alcuni produttori usano la pelle di mucca per rendere l'ashiko simile a una conga afro-cubana.